# Capilla de Nuestra Señora de Lourdes (Pasto)
Desde hace 130 años reposa en Pasto la Virgen de Lourdes, patrona de los enfermos, ubicada en la Capilla de Nuestra Señora de Lourdes que le hace honor.
Es una capilla de gran tradición en la ciudad que continuamente recibe a propios y visitantes que aprecian la creencia. 

## Historia
La Capilla de Nuestra Señora de Lourdes, responsabilidad de los padres filipenses, fue construida el 23 de febrero de 1883 e inaugurada el 8 de diciembre de 1885. El Padre Filipense Francisco Santacruz fue el encargado de realizar las labores de ebanistería del retablo, de las bancas, candeleros y demás ornamentos. 
La Virgen de Lourdes, patrona de los enfermos, fue traída desde Quito (Ecuador), por lo que desde hace 130 años las familias de Pasto le encomiendan su salud. 

## Características
Su arquitectura es colonial, tiene una sola nave rectangular cuyo altar cambió de madera a piedra en forma de gruta que representa la aparición de la Virgen de Lourdes a Bernadette Soubirous. En la capilla también se venera la imagen del Señor de los Despojos que data desde la época de su fundación. 
Esta capilla tuvo su segunda remodelación terminada el 8  de diciembre de 2016.  Hoy en día hace parte sagrada del Museo de Taminango, contiguo a la capilla.